# ГАЕС Гестахт
ГАЕС Гестахт (нім. Pumpspeicherkraftwerk Geesthacht) — гідроакумулювальна електростанція в Німеччині у федеральній землі Шлезвіг-Гольштейн. Найпотужніша ГАЕС у північній Німеччині.
Для розміщення станції обрали майданчик на південний схід від Гамбурга в долині Ельби. Будівництво розпочалось у 1955-му та завершилось за три роки. Штучний верхній резервуар створений на висотах північного берегу річки. Він має розміри 600х500 метрів, припустиме коливання рівня води в межах 14 метрів та об'єм у 3,6 млн м3, що при напорі у 80 метрів є еквівалентом 0,6 млн кВт-год. Цього вистачає для роботи станції із номінальною потужністю протягом п'яти годин. Заповнення верхнього резервуару відбувається протягом дев'яти годин.
Як нижній резервуар використовується безпосередньо сама Ельба, робота з якою можлива при коливанні рівня між позначками 3,9 та 4,2 метра над рівнем моря.
Верхній резервуар з'єднують із машинним залом три водоводи довжиною 600 метрів та діаметром 3,8 метра. Сам зал обладнано трьома турбінами типу Френсіс потужністю по 40 МВт, а також трьома насосами для накопичення води потужністю по 32 МВт.
Ефективність гідроакумулювального циклу становить 68 %.
Можливо вімітити, що поряд ГАЕС Гестахт розташована Крюммельська АЕС, тобто об'єкт, який традиційно потребує доповнення маневровими потужностями для балансування енергосистеми.